# Mesocosmos
Un mesocosmos (del griego meso-  "medio" y -kosmos "mundo") es cualquier sistema experimental al aire libre que examina el entorno natural en condiciones controladas. De esta manera, los estudios de mesocosmos proporcionan un vínculo entre las encuestas de campo y los experimentos de laboratorio altamente controlados.
Los mesocosmos tienden a ser de tamaño mediano a grande ((por ejemplo, rango de mesocosmos acuáticos: 1 litro (34 onzas líquidas estadounidenses) a 10 000 litros (2600 galones estadounidenses) y contienen múltiples niveles tróficos de organismos que interactúan.
A diferencia de los experimentos de laboratorio, los estudios de mesocosmos normalmente se realizan al aire libre para incorporar la variación natural (p. ej., ciclos diel). Los estudios de mesocosmos pueden llevarse a cabo en un recinto que sea lo suficientemente pequeño como para que las variables clave puedan controlarse o recolectando en el campo componentes clave del entorno natural para una mayor experimentación.
Se han realizado extensos estudios de mesocosmos para evaluar cómo los organismos o las comunidades pueden reaccionar al cambio ambiental, a través de la manipulación deliberada de las variables ambientales, como el aumento de la temperatura, el dióxido de carbono o los niveles de pH.

## Ventajas

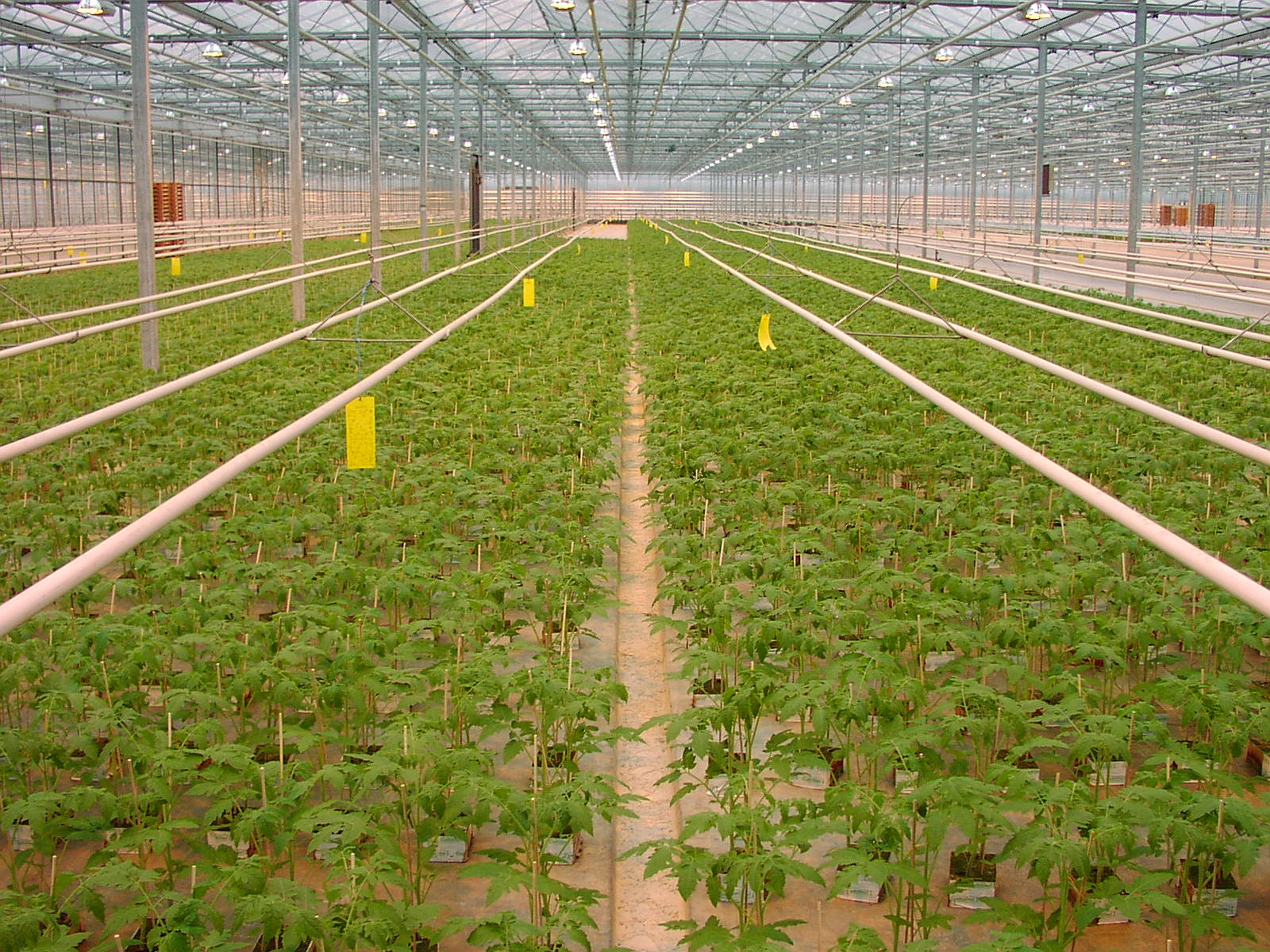
Un invernadero de tomates en los Países Bajos.

La ventaja de los estudios de mesocosmos es que los gradientes ambientales de interés (p. ej., temperaturas más cálidas) pueden controlarse o combinarse para separar y comprender los mecanismos subyacentes que afectan el crecimiento o la supervivencia de las especies, poblaciones o comunidades de interés. Mediante la manipulación de gradientes (p. ej., variables climáticas), los estudios de mesocosmos pueden extenderse más allá de los datos disponibles, lo que ayuda a construir mejores modelos de los efectos de diferentes escenarios. Los experimentos de mesocosmos también tienden a incluir la replicación de diferentes niveles de tratamiento.
Manipular algo puede dar una idea de qué esperar si algo ocurriera en ese ecosistema o entorno. Para los mesocosmos de interior, las cámaras de crecimiento otorgan un mayor control sobre el experimento. Cuando las plantas se colocan en una cámara de crecimiento, se puede manipular la distribución del aire, la temperatura, el calor y la luz y se pueden observar los efectos de estar expuestos a diferentes cantidades de cada factor.
Los invernaderos también contribuyen a los estudios de mesocosmos, aunque a veces pueden inducir el cambio climático, interfiriendo con el experimento y dando como resultado datos ineficientes.

## Desventajas
El uso de cámaras de crecimiento para un experimento de laboratorio a veces es una desventaja debido a la cantidad limitada de espacio. Otra desventaja de usar mesocosmos es no imitar adecuadamente el entorno, lo que hace que el organismo evite emitir una determinada reacción frente a su comportamiento natural en su entorno original.

## Ejemplos

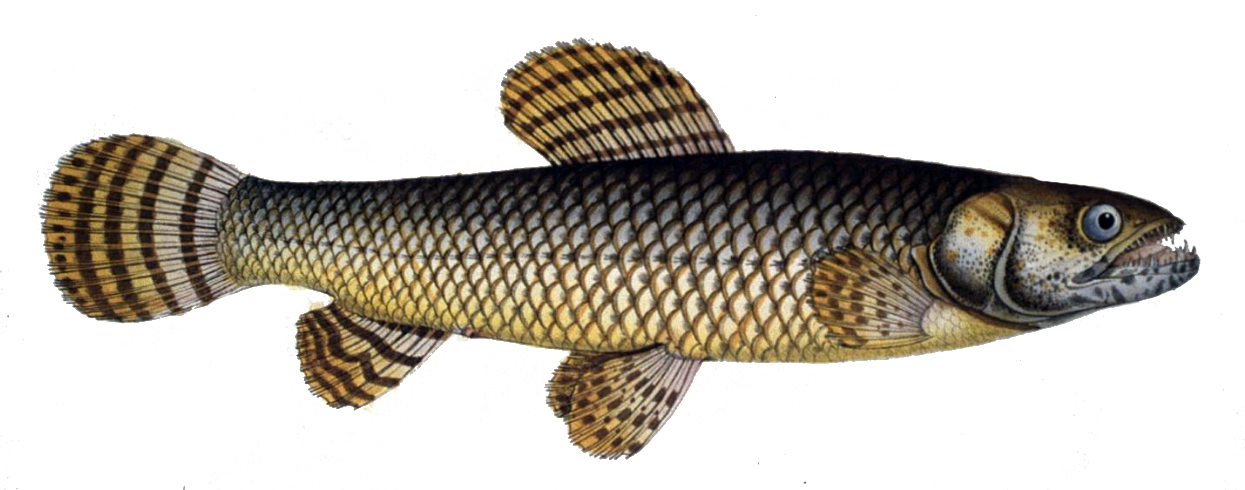
Hoplias malabaricus.

Mazzeo y sus colegas examinaron los hábitos alimenticios del pez Hoplias malabaricus cuando se exponen a diferentes cantidades de fitoplancton, zooplancton y competencia. Tres meses antes de realizar el experimento, mantuvieron un promedio de precipitación, temperatura del aire y ambiente subtropical general. Usando 12 unidades, las llenaron con agua de acuífero, arena y plantas y las mantuvieron aisladas hasta que el ambiente se volvió adecuado para que emergiera el fitoplancton. Después de una cuidadosa preparación, Mazzeo et al. Comenzó el experimento dividiendo dichas unidades en categorías de un control (zooplancton y fitoplancton) y 3 experimentos: (Jenynsia multidentata con zooplancton y fitoplancton), (Hoplias malabaricus jóvenes con zooplancton y fitoplancton), y (Large Hoplias malabaricus, Jenynsia multidentata, zooplancton, y fitoplancton) y observaron diferencias de biomasa en diferentes condiciones.
Flanagan y McCauley probaron los efectos del calentamiento climático en la concentración de dióxido de carbono en estanques poco profundos mediante la creación de mesocosmos in situ con forma de ocho cilindros. Lo dividieron en cuatro controles y cuatro experimentos en el estanque del campus de la Universidad de Calgary. Esos mesocosmos contenían aberturas debajo y estaban sumergidos a la misma profundidad que el estanque. Al mantener cuidadosamente los sedimentos y la temperatura de cualquier cambio, la producción de zooplancton y algas fue exitosa. Después de la manipulación (bombear calor al agua), midieron los sedimentos en el fondo del estanque para determinar la concentración de dióxido de carbono. Después de recolectar datos y analizarlos, Flanagan y McCauley concluyeron que debido al calentamiento del ambiente en el estanque, el dióxido de carbono del estanque aumentará hacia los alrededores, lo que a su vez disminuirá la cantidad de dióxido de carbono dentro de los sedimentos, modificando indirectamente la ciclo del carbono de ese ecosistema.

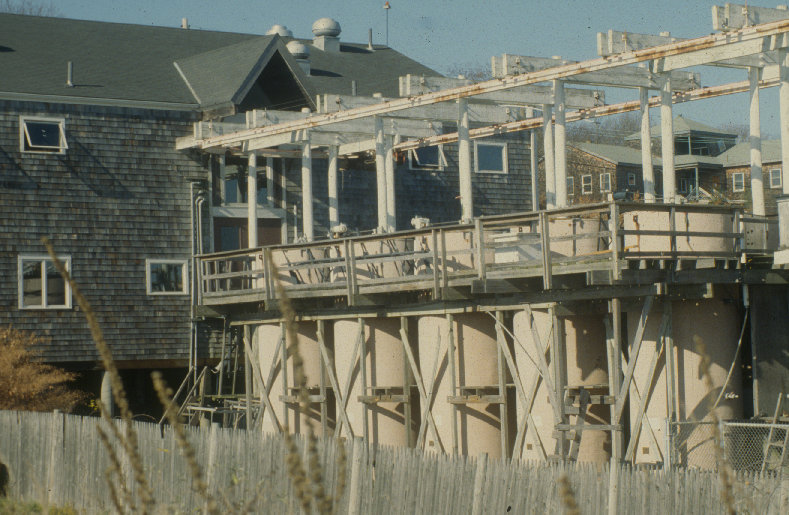
Los mesocosmos del Laboratorio de Investigación de Ecosistemas Marinos (MERL) miden profundidad y en volumen. Los tanques del mesocosmo fueron diseñados para igualar la profundidad promedio del Pasaje Oeste adyacente de la Bahía de Narragansett, del cual extraen el agua. MERL se encuentra en salida de South Ferry Rd. en Narragansett, Rhode Island.

Los mesocosmos son útiles para estudiar el destino de los contaminantes en ambientes marinos, así como para proporcionar la capacidad de realizar experimentos de manipulación controlados que no podrían llevarse a cabo en ambientes marinos naturales. Desde 1976, el Laboratorio de Investigación de Ecosistemas Marinos (MERL) de la Universidad de Rhode Island ha estado realizando estudios de contaminación y estudios ecológicos marinos experimentales utilizando tanques de mesocosmos que extraen agua de la cercana bahía de Narragansett .
Los mesocosmos también se han utilizado para estudiar cómo la diversificación de los peces espinoso influye en las comunidades tróficas y otros procesos de los ecosistemas.